# Plectritis ciliosa
 (décembre 2023).
Espèce
Plectritis ciliosa est une espèce de plantes annuelles herbacées à fleurs de la famille des Caprifoliaceae (comme les chèvrefeuilles). Elle est connue sous le nom commun anglais de longspur seablush. 

## Répartition
Cette espèce est originaire de l'Ouest de l'Amérique du Nord, de l'État de Washington à la Baja California et à l'Arizona, où c'est une plante est commune dans les montagnes, les vallées et les types d'habitats côtiers.

## Description
Plectritis ciliosa est une plante au port dressé qui peut mesurer jusqu'à 50 à 80 cm. Les feuilles largement espacées, appariées et disposées de manière opposée sont ovales ou quelque peu oblongues, aux bords lisses et mesurent jusqu'à 3 cm de long sur 1 cm de large. Les feuilles supérieures sont dépourvues de pétioles. L'inflorescence est une grappe dense de fleurs en forme de tête dans des tons allant du rose vif au rose pâle avec deux points rose plus foncé sur la lèvre inférieure. Chaque fleur a un éperon long et mince s'étendant vers le bas depuis l'avant de la corolle.

## Liste des sous-espèces
Selon GBIF (29 décembre 2023) :
- Plectritis ciliosa subsp. ciliosa
- Plectritis ciliosa subsp. insignis (Suksd.) Morey

## Systématique
Le nom correct complet (avec auteur) de ce taxon est Plectritis ciliosa(Greene) Jeps. (d).
L'espèce a été initialement classée dans le genre Valerianella sous le basionyme Valerianella ciliosa Greene.
Plectritis ciliosa a pour synonyme :
- Plectritis ciliosa var. ciliosa